# سلسلة جبال شبة الجزيرة
سلسلة جبال شبه الجزيرة  (تسمى أيضا أقل مقاطعة في كاليفورنيا ) هي مجموعة من السلاسل الجبلية التي تمتد 1,500 كيلومتر (930 ميل) من جنوب كاليفورنيا إلى الطرف الجنوبي من شبه جزيرة باجا كاليفورنيا؛ هم جزء من أمريكا الشمالية ساحل نطاقات، والتي تمتد على طول ساحل المحيط الهادئ من ألاسكا إلى المكسيك. ارتفاعات تتراوح بين 500 إلى 10,834 قدم (152 إلى 3,302 م).

## جغرافية

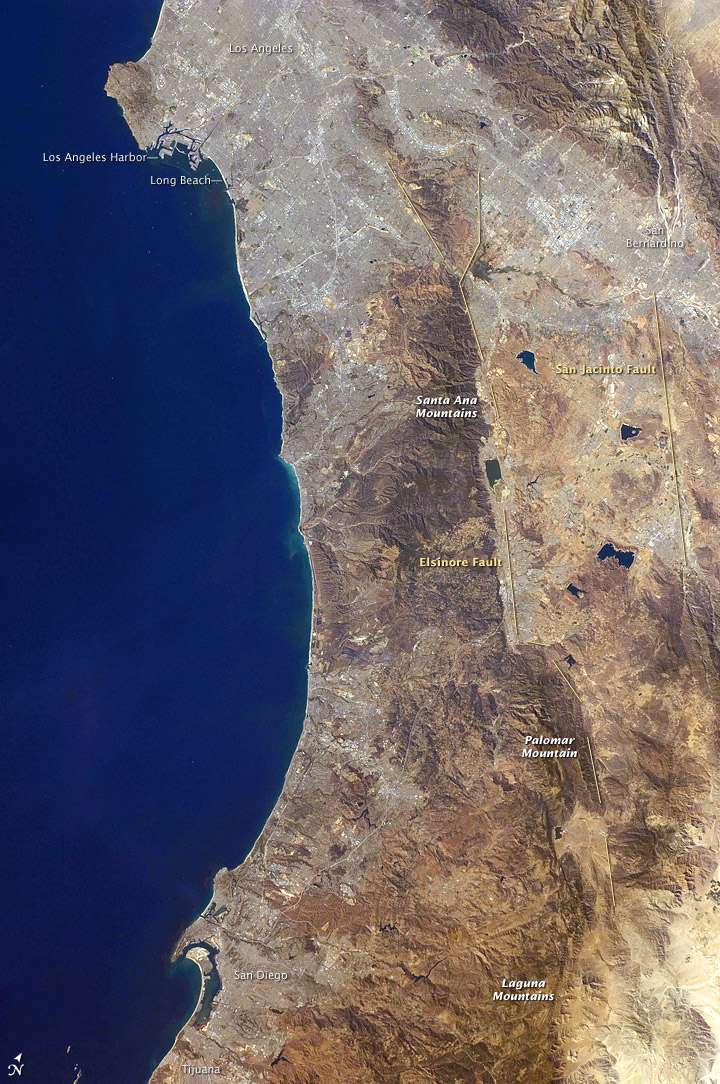
تصوير طوبوغرافي لجبال شبه الجزيرة داخل الولايات المتحدة يتكون من جبال سانتا آنا ، وبالومار ولاغونا من الشمال إلى الجنوب

تشمل سلاسل شبه الجزيرة جبال سانتا آنا، وجبال تيميسكال وجبال أخرى ونطاقات من بيريس بلوك، ونطاقات سان جاسينتو ولاجونا في جنوب كاليفورنيا التي تستمر من الشمال إلى الجنوب مع سييرا دي خواريز، سييرا دي سان بيدرو مارتير، سييرا دي سان بورخا، سييرا دي سان فرانسيسكو، سييرا دي لا جيجانتا، وسييرا دي لا لاغونا في باجا كاليفورنيا. يقع جبل بالومار، موطن مرصد بالومار، في نطاق شبه الجزيرة في مقاطعة سان دييجو، وكذلك جبل فيجاس وجبال سان يسيدرو. تمتد نطاقات شبه الجزيرة في الغالب من الشمال إلى الجنوب، على عكس النطاقات المستعرضة إلى الشمال، والتي تمتد في الغالب من الشرق إلى الغرب.

## جيولوجيا
تسيطر الصخور الجرانيتيه من العصر الوسيط والمستمده من نفس الباثوليت والتي تشكل جوهر جبال سيبيرا نيفادا في كاليفورنيا وهم جزء من مقاطعة جيولوجية تسمي كتلة سيلينيان والتي تتقاطع مع خط سان اندرياس وخليج كاليفورنيا

بين هذه المجموعة من النطاقات والنطاقات المستعرضة يوجد ساحل ماليبو المعقد - سانتا مونيكا - خطأ هوليود، والذي يوجد كحدود بين هاتين المقاطعتين الوحدويتين جيولوجياً.

## علم البيئة والنباتات

### القرب
منظر من نقطة الإلهام في جبال لاغونا في المقدمة، حديقة Anza Borrego Desert State على يمين الخلفية.
تقع معظم نطاقات شبه الجزيرة في عالم Nearctic . تغطي العديد من المناطق البيئية الأرضية أجزاء من نطاقات شبه الجزيرة. على الجانب الغربي من الجزء الشمالي من السلاسل، فإن المنطقة الفرعية للغابات شبه الوعرة في ولاية كاليفورنيا والغابات من أغطية المنطقة الإيكولوجية شبه الوعرة والغابات في كاليفورنيا تقع في جنوب كاليفورنيا وشمال باجا كاليفورنيا. على الجانب الغربي من الجزء الجنوبي من النطاقات، تغطي منطقة صحراء باجا كاليفورنيا البيئية في الجزء الجنوبي من نطاقات شبه الجزيرة في باجا كاليفورنيا وباجا كاليفورنيا سور . على الجانب الشرقي من النطاقات الشمالية، تغطي منطقة صحراء سونوران البيئية جنوب شرق كاليفورنيا وشمال شرق ولاية باجا كاليفورنيا حتى جنوب مدينة لوريتو ، باجا كاليفورنيا سور . على الجانب الشرقي من جبال لاغونا في مقاطعة سان دييجو ، تشتهر حديقة أنزا-بوريجو ديزرت ستيت بوفرة أزهار كولورادو ديزرت (سونوران) الربيعية. على خليج كاليفورنيا الواقع في جنوب فارس، جانب من الجزء الجنوبي من نطاقات خليج كاليفورنيا الشجيرات الإيكولوجية يغطي النطاق في ولاية باجا كاليفورنيا سور.
الأجزاء العلوية من نطاقات شبه الجزيرة، وخاصة المنحدرات التي تواجه الغرب، هي موطن للغابات الصنوبرية والمختلطة دائمة الخضرة . تغطي غابة كليفلاند الوطنية جزءًا كبيرًا من نطاقات شبه جزيرة جنوب كاليفورنيا الأعلى . تشمل النباتات غابات البلوط وغابات جيفري باين؛ وكولتر باين. تغطي غابات سييرا خواريز وسان بيدرو مارتير من خشب البلوط المنحدرات العليا لنطاقات سييرا خواريز وسان بيدرو مارتير في باجا كاليفورنيا. هذه الغابات معزولة، في الغالب تاماراك الصنوبر.

### نيوتروبيك
جنوب باجا كاليفورنيا سور جزء من عالم نيوتروبيكال . كانت النهاية الجنوبية لشبه جزيرة باجا كاليفورنيا، بما في ذلك سلسلة شبه جزيرة سييرا دي لا لاغونا، مثل بقية شبه الجزيرة، في الأصل جزءًا من البر الرئيسي المكسيكي. تم قطعها عن البر الرئيسي، وأصبحت في وقت ما جزيرة، وتطورت في عزلة نسبية من الجزء الشمالي من شبه الجزيرة والنطاقات. تشترك نباتاتها وحيواناتها في العديد من أوجه التشابه مع جنوب المكسيك وأمريكا الوسطى . وهي تشمل ثلاث مناطق بيئية متميزة، وهي غابات سييرا دي لا لاغونا الجافة، وغابات أشجار الصنوبر والبلوط سييرا دي لا لاغونا، وفرك سان لوكان إكسريك .